# 遠藤直哉 (弁護士)
遠藤 直哉（えんどう なおや、1945年（昭和20年）5月16日 - ）は、日本の弁護士。フェアネス法律事務所代表。

## 人物
弁護士法人フェアネス法律事務所の代表弁護士を務める。弁護士として、医療をはじめとする様々な分野でのソフトローによる社会改革を提唱する。特に医療の分野には造詣が深く、「刑事罰は謙抑的であるべきである。医療ミスがおきるたびに医師が逮捕されると他の医師が委縮し、必要な治療をすることにさえ逡巡する事態が懸念される」「刑事介入は一時的な予防になっても、長期的な改革を進めることにはならない。刑事事件の捜査や取り締まりは、密行性を持ち、閉鎖的で、手続きの透明性に欠ける。多様な議論をオープンにすることが困難なため、積極的かつ前向きな改善を検討する場にならない」等の自説を主張し、医療事件を刑事事件で裁くことに反対する。弁護士活動のかたわらに、執筆活動を行う。また、女性の社会進出運動にも尽力し、平成16年に政府および鉄道会社に女性専用列車の設置を提言し実現させる。

## ソフトローへの研究と、普及の運動について
遠藤は日本におけるソフトロー研究の第一人者である。ソフトローとはハードローの対義語で、あえてバッファを持たせた法律運用を行うことで、変化の激しい現代社会に対応できる、実効性のある法治社会を実現させようという考えである。欧州、米国で唱えられ出している、新しい法的アプローチなのだが、遠藤は早い段階からこの考えに着目し、研究および普及のための活動を行ってきている。
以下、ソフトローについて解説している遠藤の著書の一節を紹介する。
「ハードローとは一般的に法律、法令、条例を指します。(中略)一度成立したハードローをなくしたり変えたりということは至難の業です。たとえば法律は、国会で衆議院と参議院で議決されなければ成立しません。逆に、その取消にも国会を経ることが不可欠です。時代の変化と共に実態の合わなくなった法も、勝手に廃止したり修正したりは出来ないのです。(中略)成立したときはともかく、そのあとの時代の変化で、国民の権利や利益を侵害する悪法となった場合にも、それを変えることは簡単ではありません。(中略)ところが、そのように忘れられていた法律が突然、ゾンビのように復活し、権力の都合で適用、乱用されることがあるのです。そうした問題に対処できる方法に、ソフトローの活用があります。（中略）そして、実はこのソフトローこそ、世のなかの「法」のなかで法律よりはるかに数が多く、融通が利き実用的なもので、積極的に使えば本当の意味で我々の生活をさらに生きやすくしてくれる力をもつものなのです」。
遠藤はこの考えを用いることで、法律と現実との乖離という、現代の日本が抱える問題を、根本的に解決できると唱えている。

## 司法改革への取り組み
民事訴訟法改革に取り組み、証拠開示の拡大を提唱し、文書提出命令の文書提出の一般義務化の新立法の実現に貢献する。
その一環として、「陳述書」の活用を提唱し、裁判所が広く採用するに至る（「民事訴訟促進と証拠収集」判例タイムズ665号（1988年））。
第二東京弁護士会法曹養成二弁センターの活動において、司法改革審議会に対して、法科大学院設立の提言書を提出する役割を果たし、法科大学院制度設立に向けた貢献を行った。

## 債務者保護
バブル崩壊後のデフレ下において、債務の長期分割返済や一部免除の法制化を提言し、中小企業金融円滑化法（2009年）の実現に寄与する。
民事再生法の申立第1号の代理人（東京都第三セクター事件）を務め、その後、民事再生法の柔軟な積極的運用を広めた。
コロナ禍では、家賃、住宅ローン、借入債務の支払猶予と共に、国の金融機関支援を提言している。

## 公益活動
（公）日米医学医療交流財団理事を現在まで務め、（公）日本医療機能評価機構医療事故情報収集等事業の総合評価部会委員を歴任し、現在同事業の運営委員を務めている。

## 法曹教育
早稲田経営学院の司法試験予備校「早稲田セミナー」の第1号講師として、講義の計画立案をし、多数の講師を集め、成功に導く。
その後の大学院修士課程教授などの経験も参考に、法科大学院教育の内容を研究し、法動態学講座シリーズをもって公表している。

## 経歴
- 1945年（昭和20年）生まれ
- 1964年 麻布高等学校卒業
- 1968年 東京大学法学部卒業
- 1983年 ワシントン大学ロースクール大学院修士課程修了。修士論文「米国のアスベスト大量訴訟と日本への影響」
- 1996年 第二東京弁護士会平成8年度副会長
- 2000年 法曹養成二弁センター委員長
- 2001年
  - 中央大学、法学博士課程修了。博士論文「取締役分割責任論」
  - 桐蔭横浜大学法学部大学院教授（商法専攻指導）
  - 妊娠・出産を支える会 (FROM) 議長
- 2006年 桐蔭横浜大学法科大学院にて「医療と法」を担当する。

## 著書
- 「社会の激変とともに歩む弁護士業務ーWinWinのやりがいある業務―」中央公論（2020年9月）
- 「人・企業・ウイルスの対立を抱える社会で法はどうあるべきか―刑事処罰に依存しない法システムの構築に向けて―」中央公論（2020年7月）
- 法動態学講座1「新しい法科大学院改革案―AIに勝つ法曹の技能―」信山社（2018年）
- 法動態学講座2「新弁護士懲戒論―為すべきでない懲戒５類型為すべき正当業務型ー」信山社（2018年）
- 法動態学講座3「新弁護士業務論―警備業・不動産業・隣接士業との提携―」信山社（2019年）
- 法動態学講座4「医療と法の新理論―医療事故調査制度の適正な活用へ―」信山社（2019年）
- ソフトロー・デモクラシーによる法改革 アートデイズ（2014年5月）ISBN 978-4861192289
- ソフトローによる社会改革[新書] 幻冬舎（2012年10月）ISBN 978-4344998810
- ソフトローによる医療改革　幻冬舎（2012年）
- 「新しい法社会を作るのはあなたです‐「ソフトロー」と「分割責任論」の活用」アートデイズ（2012年3月）ISBN 978-4861191886
- 「取締役分割責任論‐平成13年改正商法と株主代表訴訟運営論」（介入取引・架空取引の判例紹介117頁〜）信山社（平成14年3月）ISBN 978-4797222227
- 「ロースクール教育論」信山社（平成12年）（法科大学院設立提言）ISBN 978-4797221831
- 新刊「危機にある生殖医療への提言‐ジェンダーバラエティー・着床前診断・精子卵子提供・代理出産‐」2004年8月・近代文芸社 ISBN 978-4773371451
- 「知って得する消費税」大成出版（平成元年）ISBN 978-4802897266
- 「はじまった着床前診断〜流産を繰り返さないための不妊治療」はる書房（平成17年）（大谷徹郎医師他）ISBN 978-4899840633
- 「全検証ピンクチラシ裁判」-葉社（平成5年）（清水英夫編著）ISBN 978-4871960014
- 「変革の中の弁護士・下巻‐中立型調整弁護士モデルの展望‐」有斐閣（平成5年）ISBN 4-641-02696-3
- 「労災職業病の企業責任‐アスベスト」(労災職業病健康管理 総合労働研究所（昭和59年・平成4年）（社会科学系で初の米国の紹介））
- 「アスベスト対策をどうするか」日本評論社（昭和63年）鈴木武夫、田尻宗昭 他 ISBN 978-4535577305